# 竹中團次郎
竹中 團次郎（たけなか だんじろう、生没年不詳）は、江戸時代後期の国学者。播磨国印南郡志方（現・兵庫県加古川市）の人。

## 人物
父は文左衛門敬徳、母は玉田氏。祖先は志方城主櫛橋左京亮の家臣だったが落城の後民間にあって代々里正を務めた。團次郎は幼にして怜悧で、国学に精しく、また漢学に通じていたので姫路の藩士が来て、教えを乞う者が多かった。
頼山陽が仁寿山に来ると、常に相往来して交を結んだ。池を築き川を通ずる等公益を広める心が厚かったのでその功績により二字帯刀を許された。大池と称する中堤もその遺業の一で、荘内の民はその恩恵を蒙った。また社寺を敬する心が厚く、当時部内に一の道場があったが、その信仰によって一寺院となし、福正寺を称せしめた。